# Dermaleipa rubricata
Dermaleipa rubricata là một loài bướm đêm trong họ Erebidae.